# Redoniidae
Redoniidae zijn een uitgestorven familie van tweekleppigen uit de orde Actinodontida.